# 한니발
한니발 바르카(포에니어: 𐤇𐤍𐤁𐤏𐤋𐤟𐤁𐤓𐤒, 라틴어: Hannibal, 그리스어: Ἀννίβας Βάρκας, 기원전 247년 ~ 기원전 183년 또는 기원전 181년)는 고대 카르타고의 군사 지도자로, 대개 역사상 가장 위대한 군사령관들 중 하나로 평가된다. 한니발 바르카는 제1차 포에니 전쟁에서 카르타고의 사령관이었던 하밀카르 바르카의 아들로 태어났으며, 형제로는 마고 바르카와 하스드루발 바르카가 있었다. 또 공정한 하스드루발과는 처남매부지간이었다.

## 전쟁사에서의 발자국
한니발은 로마 공화정과 카르타고 제국, 마케돈 및 시라쿠사, 셀레우코스 제국 등의 헬레니즘 국가들 모두 얼키고설킨 지중해 패권투쟁의 긴장이 최고조에 달한 시대를 살다 갔다. 한니발의 가장 큰 업적 중 하나는 제2차 포에니 전쟁에서 이베리아반도에서 피레네산맥과 알프스산맥을 넘어 로마 본토인 이탈리아반도까지 쳐들어가 로마를 멸망 직전까지 밀어붙인 것이다. 아무도 예측하지 못한 알프스를 거친 이탈리아 본토 습격 이후 한니발은 세 차례의 전투(트레비아강 전투, 트라시메네호 전투, 칸나에 전투)에서 극적인 승리를 이루었다. 로마의 주력 정예군을 괴멸시킨 이후 로마의 동맹시들을 하나하나 격파해 나갔고, 15년 동안 이탈리아 반도 대부분을 지배 하에 두며 로마를 숨통을 조였다. 그러나 스키피오 아프리카누스가 이베리아반도에 웅거하던 한니발의 동생 하스드루발까지 토벌하고 북아프리카를 역침공하자 한니발은 카르타고 본토 방어를 위해 귀환할 수밖에 없었고, 자마 전투에서 스키피오 아프리카누스에게 결정적 패배를 당하게 된다. 스키피오는 한니발의 전략을 연구함으로써 로마 역사 상 최강의 적수였던 한니발을 무찌르고 구국의 영웅이 되었다.
한니발은 인류 역사상 가장 위대한 군사 전략가 중 하나로 평가받으며, 알렉산드로스 3세 메가스, 율리우스 카이사르, 스키피오 아프리카누스, 피로스와 함께 고대 지중해 세계를 대표하는 최고의 명장으로 꼽힌다. 플루타르코스의 기록에 따르면 이러한 일화가 있다. 스키피오가 한니발에게 가장 위대한 장군이 누구냐고 묻자 한니발은 알렉산드로스와 피로스를 말하고 그들을 이어 세째 가는 것이 자신이라고 대답했다. 댁은 자신에게 지지 않았냐는 스키피오의 물음에 한니발은 자신이 스키피오를 이겼다면 앞서 말한 두 대왕마저 뛰어넘어 제일이 되었을 것이라 답했다. 이 이야기의 또다른 판본에서는 알렉산드로스 대신 스키피오가 들어가는데 전체적인 줄거리는 같다. 군사사학자 시어도어 에이랄트 닷지는 한니발의 적이었던 로마마저 한니발을 무찌르기 위해 한니발의 전술과 전략을 활용할 수밖에 없었다는 점에서 한니발을 “전략의 아버지(father of strategy)”라고 불렀고, 이 별명은 두고두고 회자되고 있다.

## 죽음
제2차 포에니 전쟁이 카르타고의 패배로 끝난 이후 한니발은 판관으로서 로마에 대한 전쟁배상금을 비롯한 여러 정치적 재정적 문제에 대한 개혁을 주도했다. 그러나 한니발의 개혁은 기득권을 침해 당했다고 생각한 카르타고의 귀족들의 심기를 거슬렀고, 한니발은 자발적 망명이라는 형태로 도망치는 신세가 되었다. 그리고 셀레우코스 제국으로 가서 로마와의 전쟁을 준비하던 안티오쿠스 3세의 군사 고문관이 되었다. 하지만 어디까지나 고문에 불과했던 한니발은 별 발언권도 없었으며 안티오쿠스가 마그네시아 전투에서 로마에게 패배하자 한니발은 다시 도망자 신세가 되었고 결국 아르메니아까지 도망쳤다. 결국 한니발은 도피를 거듭하다가 비티니아까지 가게 되는데 이때 생애 마지막으로 지휘권을 부여받아 비티니아 해군을 이끌고 페르가몬 해군에게 압도적인 승리를 거두었다. 그러나 그 뒤 한니발은 로마에게 팔아넘겨지게 되었고, 더 이상 도망칠 곳이 없어진 한니발은 음독 자살했다.

## 성장 배경과 어린 시절

### 하밀카르 장군의 아들
카르타고의 장군이었던 하밀카르 바르카의 아들로 태어났다. ('바르카'는 페니키아어로 '천둥'을 뜻한다.) 여러 명의 누이와 2명의 형제가 있었는데, 형제의 이름은 하스드루발과 마고였다. 매형으로는 카르타고의 집정관을 지낸 보밀카르, 공정한 하스드루발과 누미디아의 왕자인 나라바스가 있었다. 그의 집안은 카르타고에서도 해외 식민지 경영을 중요시하는 해외파에 속하는 명문 가였으며 아버지 역시 1차 포에니 전쟁 때 주도적인 역할을 하며 마지막까지 로마에 맞섰던 인물이었다.

### 이베리아반도
제1차 포에니 전쟁에서 카르타고가 로마에게 패배하자, 하밀카르 바르카는 가족과 자신의 나라인 카르타고의 미래를 위해 이베리아반도로 이주한다. 아마도 전쟁의 패배로 정치적 영향력을 잃고 대농장 지주들 위주로 구성된 내부파들과의 정쟁에서 밀려 쫓겨났을 것이라는게 정설이며, 실제로도 이베리아반도로 이주하는 과정에서 본국의 지원은 보잘 것 없는 수준이었던 것 같다.
그럼에도 불구하고 하밀카르 바르카는 이베리아반도에서 빠르게 영향력을 키워갔고 광산 경영에 성공하면서 카르타고 역시 전쟁으로 인한 상처를 극복하며 로마를 두렵게 하였다. 하밀카르 바르카는 제1차 포에니 전쟁으로 시칠리아가 로마공화정의 속주가 되고, 로마공화정과 모국인 카르타고가 무역을 하는 관계가 된 시기동안 에스파냐의 과달키비르 강 유역을 정복한 후에, 라틴어로 새로운 카르타고라는 뜻인 Carrthago Nova(카르타고 노바) 또는 카르타헤나라는 식민지를 건설하였다. 하지만 로마공화정과 카르타고는 지중해 패권을 놓고 전쟁을 벌인 국가였으므로, 로마공화정은 카르타고의 힘을 매우 두려워하였다. 결국 기원전 219년 사군툼을 한니발이 정복함으로써 전쟁이 일어난다.

## 제2차 포에니 전쟁

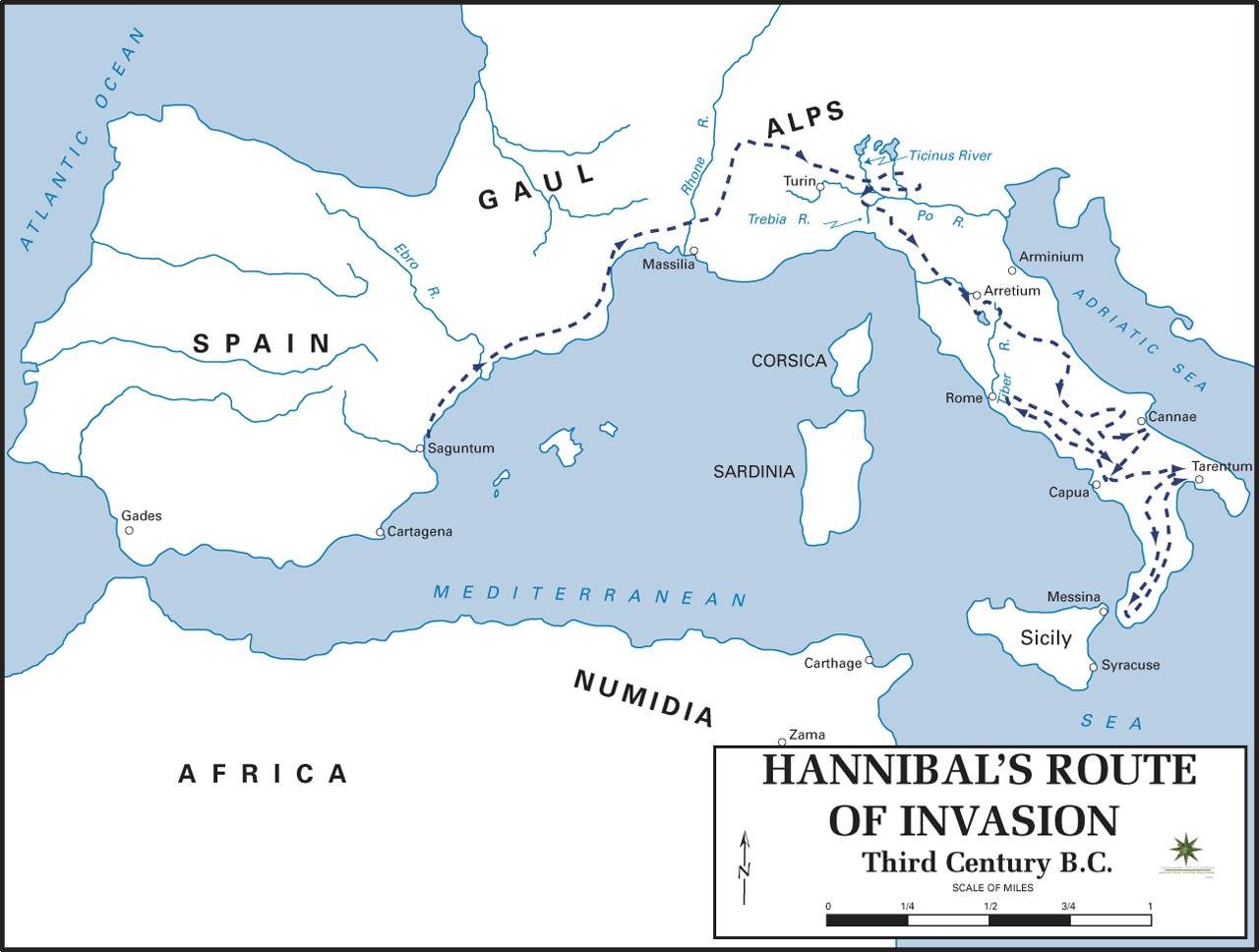
한니발의 침입로를 보여주는 지도

한니발은 제1차 포에니 전쟁 당시 활약했던 장군 하밀카르 바르카의 아들로 태어났다. 《플루타르코스 영웅전》에 의하면 9살에 로마를 쳐부술 것을 카르타고의 신 타니트에게 맹세했다고 한다. 청년 시절에는 아버지와 매형의 뒤를 이어, 식민지였던 에스파냐에서 총독으로 근무했다.

### 피레네와 알프스를 넘은 이유

알프스를 넘고 있는 한니발의 코끼리 부대

제2차 포에니 전쟁이 일어난 기원전 218년 여름, 고작 28살에 불과한 젊은 장군인 한니발은 10만여 명의 군대를 이끌고 에스파냐를 출발, 피레네와 알프스산맥을 넘었다. 그러나 그때 군사는 보병 2만, 기병 6천으로 줄어들어 있었다. 당시 로마 공화정에서는 한니발의 군대가 해안가를 따라 행군할 것이라 예상하여 마르세유 지역에 집결하고 있었다. 마르세유에서 로마군과 싸우는 것은 한니발에게 불리하였는데, 그 이유는 마르세유 일대는 로마공화정이 식민화를 함으로써 로마군의 육군은 충분한 보급을 받을 수 있었고 또한 그 지역의 갈리아 민족은 로마군에게 우호적이였으므로 한니발이 우군으로 삼을 만한 세력이 많지 않았다. 한니발은 북이탈리아에서 싸우고 싶어했는데 북이탈리아의 갈리아 족은 로마군의 식민화에 거세게 저항하고 있는 중이었으므로, 로마공화정이라는 공동의 적이 있는 동지인 한니발의 강력한 동맹 세력이 될 수 있었기 때문이였다.
이러한 장단점을 면밀히 검토해 보고 로마군의 허를 찌르기 위해 한니발은 겨울에 알프스 산맥을 넘는다. 훗날 알프스 산맥을 넘는 것은 그의 동생인 하스드루발과 먼 훗날의 나폴레옹에 의해 재현되나 후대의 두사람이 여름에 산맥을 넘은 역사에 비해 한니발은 겨울에 넘었다. 또한 하스드루발이나 나폴레옹에겐 한니발이라는 선례가 있었으나, 한니발 이전엔 군대를 이끌고 알프스를 넘은 군대는 없었기 때문에 한니발의 행군이 훨씬 더 어려웠음은 자명하다.

### 한니발의 리더십
한니발의 군대가 피레네산맥과 알프스산맥을 넘은 사건에 대해 역사저술가 플루타르코스는 《플루타르코스 영웅전》에서 눈병을 치료하지 못해 한쪽 눈을 잃었음에도 낙심하지 않고, 작전에 몰두한 한니발의 열정과 자신들을 방해하는 원주민 포로들 중 용맹한 전사는 고향에 돌려보내는 관용으로 복종시킨 지도력이 기적을 만들었다고 평가했다. 과학자 이종호는 한니발에게 과학지식이 있었다고 본다. 고대 군인들은 갈증과 피로를 해소하기 위해, 식초를 갖고 다녔는데, 한니발은 산성인 식초를 이용해서 행군을 방해하는 바위를 갈라지게 하여 제거했다는 것이다. 실제로 한니발이 이끈 군대는 모두 용병이었으며, 다양한 민족이 뒤섞인 다국적 군대였다. 서로 다른 전통에서 자란 외국인 용병들이 15년이 넘는 세월을 고향에서 멀리 떨어진 곳에서 싸워야 했다. 일반적인 경우라면 군대가 내부 균열로 붕괴될 수 밖에 없는 상황이었음에도 불구하고, 이들을 완벽하게 통솔해낸 한니발의 리더십은 대단한 능력이었다

### 티키누스 전투
알프스를 넘어 북이탈리아에 진입한 한니발은 그를 추격해 온 집정관 스키피오를 티키누스 전투에서 이긴다. 그리고 다른 집정관인 샘프로니우스의 군대를 트레비아강가에서 대파한다. 이로써 한니발은 이탈리아 북부에서 로마 세력을 완전히 몰아낸다.

### 늪지대 통과
다음해인 기원전 217년에 한니발은 이탈리아 중부로 싸움터를 옮기기로 결정한다. 남하하는 두 가도를 새로 선출된 집정관인 게미니우스와 플라미니우스가 봉쇄하고 있었는데 한니발은 그들의 허를 찌르기 위해 가운데에 있는 늪지대를 통과한다. 이 늪지대는 수백킬로미터에 걸쳐 무릎까지 차는 물이 고여있었고 따라서 막사를 지어 병사들이 숙영하는 것은 불가능하였다. 그래서 한니발은 이 늪지대를 3일 밤낮 쉬지 않고 행군을 하였고, 이런 혹사로 인해 많은 병사들이 목숨을 잃는다. 또한 행군 도중 한니발 역시 눈병에 걸려 한쪽 눈을 잃는다.

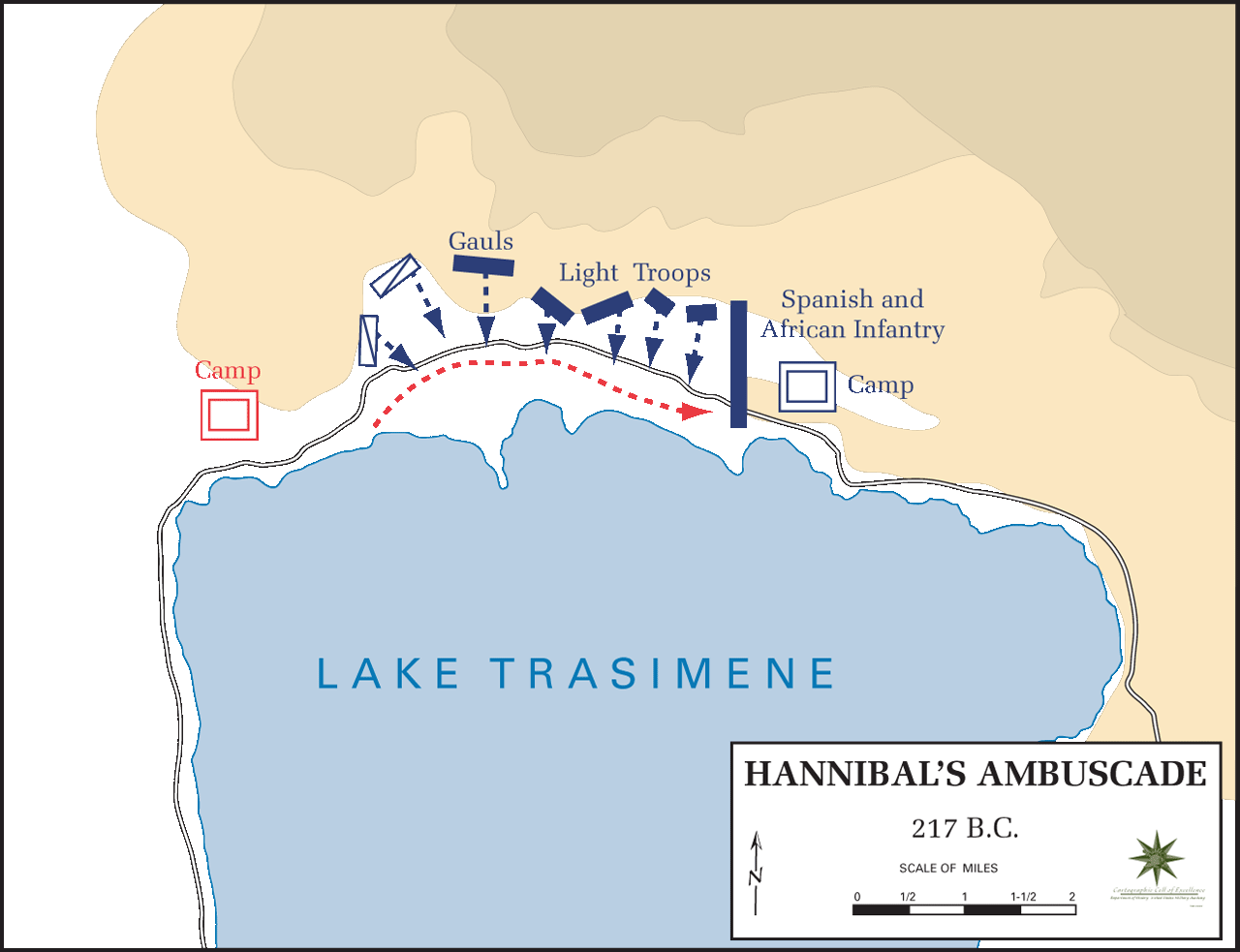
트라시메네호 전투

### 트라시메네호 전투
위의 혹독한 행군으로 이탈리아 중부에 진입한 한니발은 서둘러 추격해온 집정관 플라미니우스를 도발하여 매복하고 있었던 트라시메노 호숫가로 유인하는데 성공, 트라시메네호 전투에서 대승을 거두어서 2만 7천 명의 로마 군인과 집정관 플라미니우스를 학살한다. 플라미니우스가 사망한 이후 독재관으로 선출된 파비우스 막시무스는 지구전법을 통해 한니발의 회전을 피하고 그의 보급을 차단하는데 주력한다. 이 전략으로 인해 이탈리아 중부에서의 싸움은 교착 상태에 빠졌고 이에 따라 한니발은 이탈리아 남부로 이동한다.

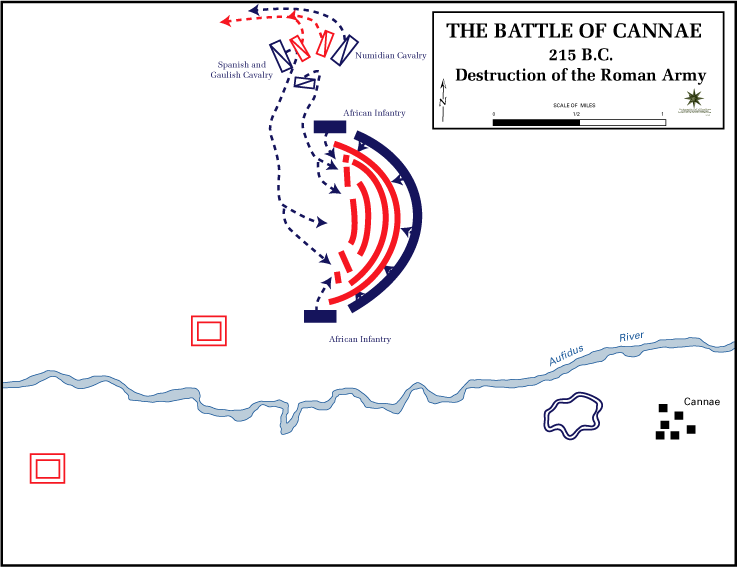
칸나이 전투에서 로마군(붉은색)의 파괴를 보여주는 그림

### 칸나이 전투
다음해에 새로 선출된 바로와 아이밀리우스 파울루스는 조속히 전쟁을 마무리 짓기를 원했던 로마 시민들의 희망에 따라 8만 7천명의 대군을 조직한 뒤 한니발이 머물고 있던 칸나이로 향한다. 한니발은 바로와 아이밀리우스가 지휘하는 8만 7천 명의 대군에 겨우 5만 명으로 맞붙게 되었는데, 이 칸나이 전투에서 중앙에 약한 군을 배치하고 나머지 왼측과 오른쪽에 강한 군대를 배치하는 초승달 전법으로 카르타고 군은 겨우 6,000명을 잃으면서 로마군을 7만이나 죽이고 1만을 포로로 잡는 대승을 거두어 로마를 궁지로 몰아넣는다. 이 전쟁의 여파로 인해 이탈리아 중부의 대도시인 카푸아가 로마를 배신하고 한니발에게 붙는다. 그러자 로마에게 이탈하려는 움직임이 많은 도시에서 일어났고 남부 이탈리아의 타렌툼, 시칠리아의 시라쿠사와 같은 도시는 한니발의 도움을 받아 성공적으로 주둔하고 있던 로마군을 쫓아내고 한니발 편에 서게 된다. 그 결과 로마는 중부 이탈리아의 일부, 남부 이탈리아의 대부분, 북부 이탈리아의 전부를 잃었으며 또한 시칠리아섬에마저 적을 두게 된다. 칸나이 전투는 오늘날까지도 포위 섬멸전의 가장 뛰어난 사례로 남아 전쟁사를 다루면 반드시 빠지지 않고 다뤄지는 전투로 남았다.

### 한니발의 몰락

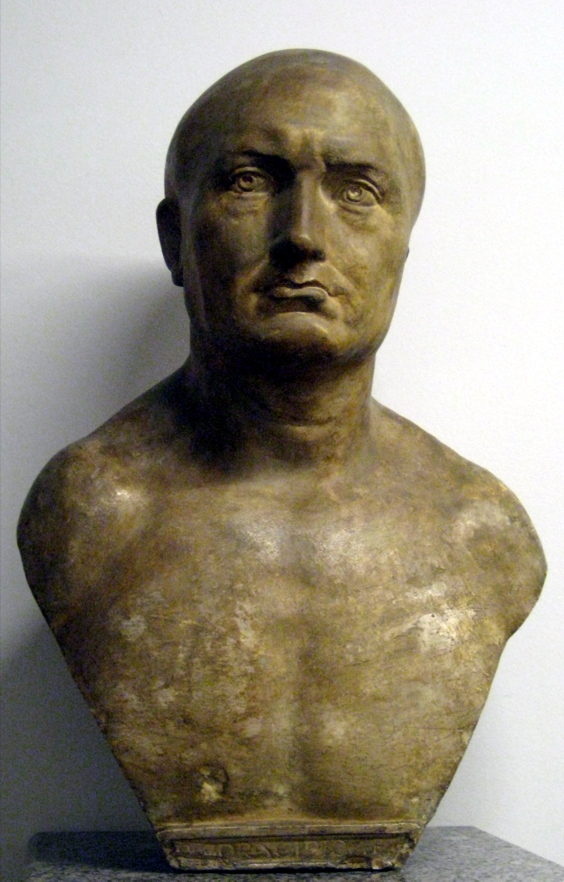
스키피오 아프리카누스의 흉상

#### 카르타고의 군사적 패배
그러나 로마 공화정은 여전히 카르타고와의 전쟁의 의지가 강했고, 전쟁에 쓸 수 있는 인적 자원도 풍부한 상태였다. 애초에 이탈리아는 당시 지중해 세계에서 시리아 정도를 제외하곤 가장 인구가 많은 지역이었으다. 또한 오로지 한니발 한 사람의 지휘력에만 의존하던 카르타고 군대의 한계 때문에 한니발 이외의 다른 카르타고 장군들은 궤멸적인 패배를 거듭하여 귀한 인적 자원을 고갈시켰다. 한니발이 칸나이에서 대승을 거둔 이후 스페인에서 동생인 하스드루발 바르카는 형의 본대보다 더 많은 군대를 거느리고 있었음에도 불구하고 스키피오 형제들에게 사라고사에서 대패를 당한다. 사르디냐섬의 반란을 돕기위해 침공한 2만여의 카르타고 군 역시 주둔중인 소규모의 로마군에 의해 전멸당했다. 그리고 이탈리아 반도 내에서 한니발이 직접 이끄는 병력에 거의 맞먹는 병력을 이끌고 있던 한노는 한니발과 합류하기 위해 북상하던 중 베네벤툼에서 노예로 구성된 그라쿠스 군을 만나 의해 궤멸당한다. 칸나이 전투 이후 이들 다른 카르타고 장군들이 당한 패배는 이미 칸나이에서 전사한 로마군의 수를 능가하였으며 이러한 패배는 한니발이 승기를 굳힐 기회를 날려버리고 만다. 만일 카르타고에 한니발 만큼은 아니더라도 유능한 장군이 있어 한니발과 손발을 맞출 수 있었다면 로마에 훨씬 치명적인 위협을 가할 수 있었겠지만 현실은 그렇지 못했다. 기본적으로 로마는 군대의 양과 질에서 카르타고를 압도했으며 지도층 역시 전반적으로 훨씬 유능했고 무엇보다도 나라 전체가 일치 단결해 있었다. 한니발의 기적적인 연승을 지켜보면서도 이 승리들을 어떻게 활용해야 할지에 대해서도 공감대 형성을 못하고 심지어는 한니발을 시기하기까지 했던 카르타고 본국의 실태와는 천지 차이였다

#### 파비우스 막시무스 집정관의 전략
로마의 파비우스 막시무스 집정관의 지구전은 보급을 방해하는 한편 한니발이 지휘하지 않은 군대엔 적극적으로 공격을 퍼붓는 방법이였는데 이는 곧 효과를 나타내기 시작하였다. 한니발 이외의 다른 카르타고 장군 들 중엔 로마를 상대할 수 있는 지휘관이 없었다. 한니발은 칸나이 전투 이후에도 싸우는 모든 전투에서 연승을 거듭하여 로마의 6개 군단을 불과 며칠 사이에 쓸어버리는 등의 활약을 하였으나, 한니발이 이렇게 싸우는 동안 로마군은 이탈리아 중부의 대도시인 카푸아를 겹겹이 포위한다. 한니발은 이 카푸아의 포위를 풀기 위해 주력부대로 한쪽 포위망을 급습하나 로마군은 이 공격을 물리친다. 이 포위를 풀고자 한니발은 생애 최초아지 마지막으로 로마를 직접 공격해 보지만, 로마군은 카푸아의 포위를 풀지 않았고 로마의 성벽은 상당히 견고하였다. 결국 한니발은 카푸아를 잃고 얼마 안있어 시칠리아의 시라쿠사 도시도 로마군에 의해 함락된다.
그 뒤 이탈리아 남부의 가장 강력한 도시인 타렌툼마저 친 로마 성향의 시 지도자들이 반란을 일으켜 로마 편에 선다. 또한 스페인에서는 스키피오 아프리카누스가 부임하여 한니발의 동생인 하스드루발 바르카와 마고 바르카를 완전히 격파하고, 카르타고 세력을 그 지역에서 내몰았다. 하스드루발 바르카는 이탈리아에 있는 한니발과 합류하기 위해 남아있던 자신의 병력을 모두 데리고 알프스를 넘어 북 이탈리아에 진입하나, 한니발에 앞서 미리 대기하고 있었던 로마군에 의해 궤멸당하고 하스드루발도 목숨을 잃는다.
점점 전황이 한니발에게 불리하게 되자 많은 도시들이 한니발에게 협력을 하지 않았고, 결국 사방이 적에게 노출된 한니발은 이탈리아의 장화 발부리 끝인 칼라브리아로 쫓겨갔다.

#### 스키피오의 전략
기원전 204년 겨우 31세에 불과한 젊은 총사령관 스키피오가 아프리카를 침략하자 결국 기원전 203년 아프리카의 본국으로 돌아왔다. 본국에 돌아온 한나발은 스키피오 총사령관과, 카르타고 군을 대표하여 교섭을 하여 시칠리아 등의 카르타고 왕국의 식민지를 양도하겠다고 말했지만, 스키피오는 카르타고가 항복을 해야 한다고 주장하였다.(우종묵 외, 《이야기 세계사1》, 청아출판사) 
당연히 교섭은 실패하였고, 전쟁으로 이어졌다. 마치 노동조합과 사용자가 교섭을 했고, 노동위원회에서도 중재를 하였으나 결렬하여, 노동조합이 파업, 준법투쟁, 태업등과 같은 쟁의행위를 할 수 있는 권리를 손에 넣은 꼴이었다. 어느새 한니발의 전략을 더욱 우수하게 습득한, 로마의 젊은 장군 스키피오와 자마에서 싸워 완패했다. 당시  카르타고 육군의 젊은 기병들은 한나발과 달리 전쟁 경험이 부족하여, 스키피오가 이끄는 로마 육군의 노련한 전술에 휘둘려 전사하는 인명피해가 발생하였다. (우종묵 외, 《이야기 세계사1》, 청아출판사)
마치 젊은 프로복서가 한국권투위원회에서 실시하는 프로복싱 경기대회인 신인왕전 결승에서 우승이나 준우승을 하여 권투 실력을 선보인 뒤, 첫 경기에서 노련한 상대 선수의 권투기술을 경기모습을 담은 영상이나 글을 보고, 미리 학습을 하여 판정승이나 케이오로써 이긴 셈이다. 이 전투로 인해 주로 신병이었던 군인들이 전사하였고, 제 2차 포에니 전쟁은 종언을 맞으며, 카르타고는 로마에게 지중해 세계의 자치권을 넘겨주게 된다.

## 자살
한니발의 아내, 시밀케와 그의 아들, 그리고 에스파냐에서 총독으로 근무하던 동생, 하스드루발과 또다른 동생 마고는 로마와의 전쟁 중에 죽었으며, 자신도 포로가 되지 않기 위해서 소아시아로 도망쳤다가 수년 후 공을 세우고 싶어한 한 로마인 백인대장이 자신을 찾는것을 알자 항상 몸에 지니고 다니던 독을 마셔 자살을 하였다. 이때 그는 향년 64세 또는 66세였다 (기원전 183년).

## 평가
비록 실패했지만 한니발이 인류 역사 상 최고의 명장 중 한 사람이라는 것을 부정하는 사람은 없다. 심지어 상대 로마인들 조차도 원수였던 한니발이 구국의 영웅인 스키피오 아프리카누스보다 대단한 장군이었다고 평가했다. 한니발의 전술은 아이러니하게도 적이었던 로마인들이 가장 열심히 탐구하고 적용했으며 결국 로마군 그리고 나아가 고대 지중해 세계의 전술 전략의 기본이 되었다. 오늘날까지도 한니발은 2,000여년에 걸친 역사 동안 로마와 격돌한 수많은 강적들 가운데 그 명성과 후대의 평가가 가장 높은 인물이며, 장군으로서의 재능 역시 나폴레옹 보나파르트 같은 전설적인 인물들과 어깨를 나란히 하고 있다.

## 같이 보기
- 노블레스 오블리주